# Hugo Gernsback

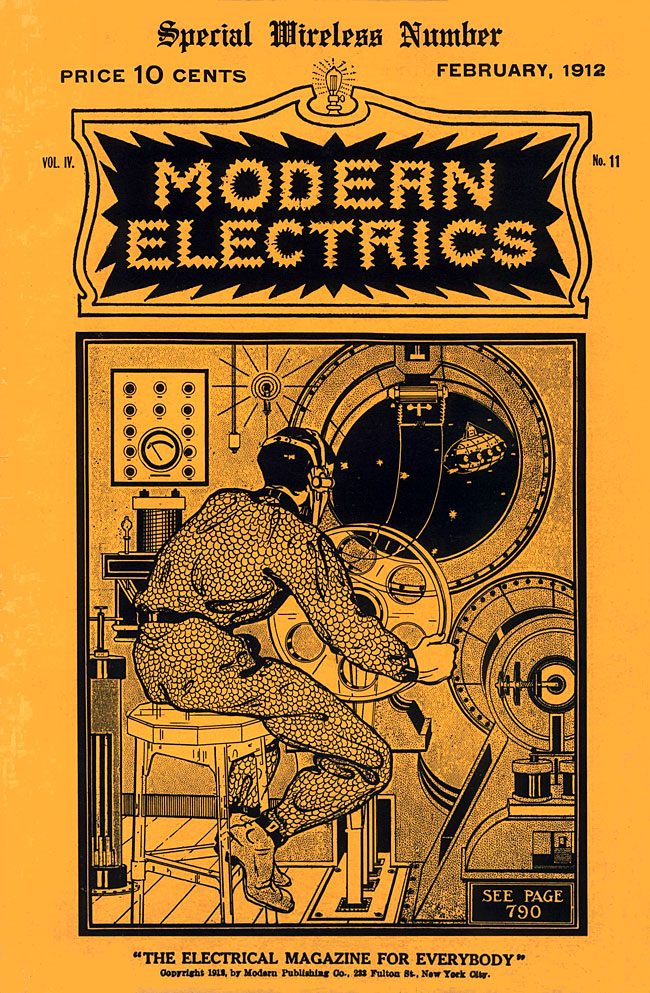
Okładka Modern Electrics z 1912 roku

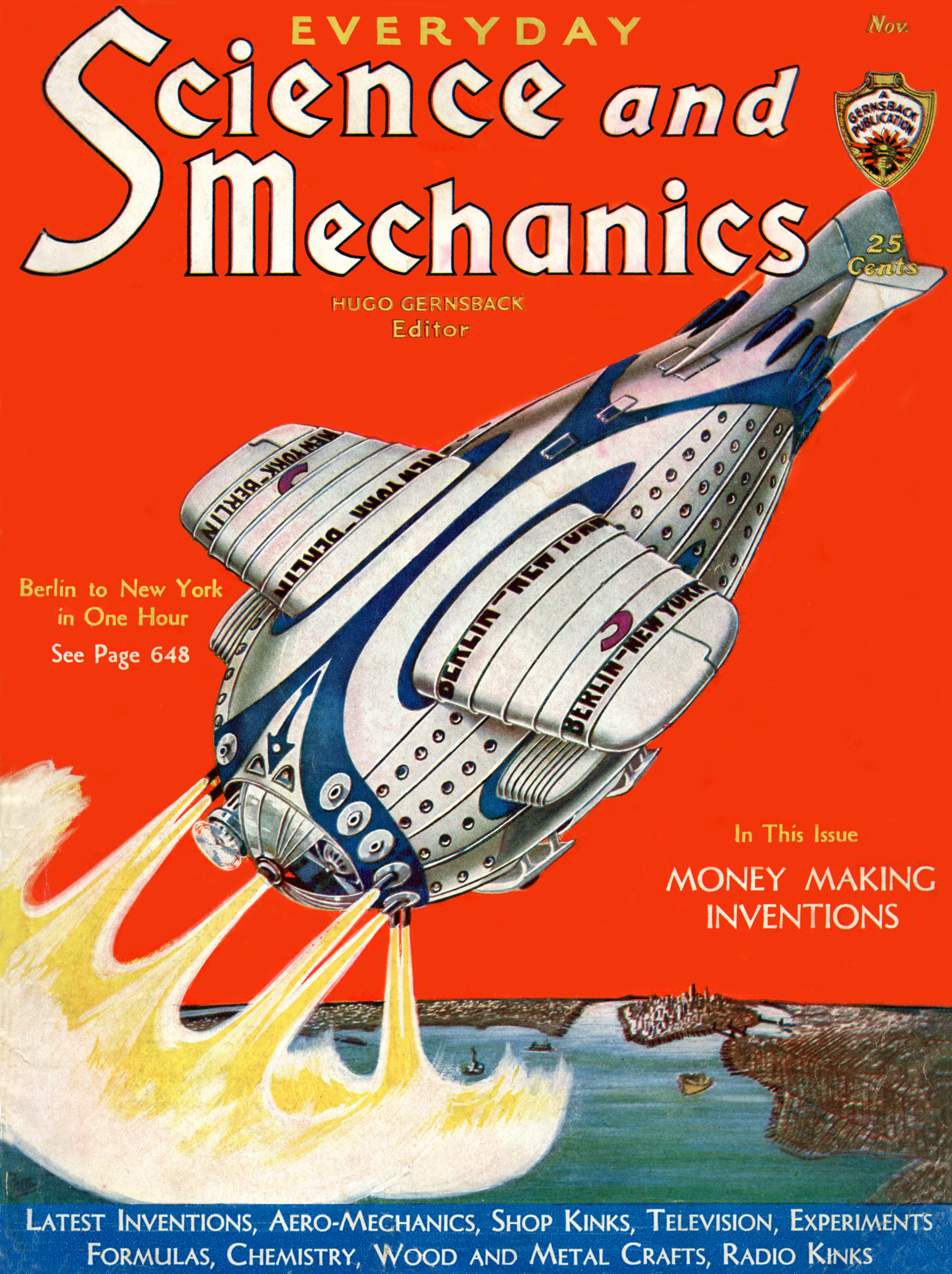
Okładka Everyday Science and Mechanics z 1931 roku

Hugo Gernsback (ur. 16 sierpnia 1884 w Luksemburgu, zm. 19 sierpnia 1967 w Nowym Jorku) – amerykański wydawca, pisarz science fiction oraz wynalazca, radiowiec i pionier rozwoju krótkofalarstwa i telewizji. Jako założyciel pierwszego pisma poświęconego science fiction i innych magazynów pulpowych zwany był „Ojcem fantastyki naukowej”. Od jego imienia pochodzi nazwa najważniejszej nagrody branży fantastycznej. Wydawał także pisma poświęcone nauce, krótkofalarstwu, radiu i wiele innych.

## Życiorys
Gernsback pochodził z rodziny żydowskiej mieszkającej w Luksemburgu. Wyemigrował do USA w 1905, następnie otrzymał amerykańskie obywatelstwo.

### Przedsiębiorca i wynalazca
Zanim został wydawcą i redaktorem science fiction, był przedsiębiorcą działającym w przemyśle elektronicznym, zajmował się też importowaniem elementów radioodbiorników i nadajników z Europy do USA i popularyzowaniem idei radiofonii. W 1909 stworzył czasopismo „Modern Electrics”, pierwsze na świecie wydawnictwo prasowe poświęcone elektronice i eksperymentom w dziedzinie radia amatorskiego. Wydawał m.in. takie pisma jak Electrical Experimenter, Everyday Mechanics czy Radio-Craft. W 1925 założył stację radiową WRNY, współpracował przy pierwszych w historii transmisjach telewizyjnych. Uzyskał ponad 80 patentów.

### Wydawca

#### Science fiction
W 1911 napisał powieść Ralph 124C 41+, uznawaną za jedną z najważniejszych powieści fantastyczno-naukowych swoich czasów.
Większy wpływ na fantastykę miał jednak jako wydawca. Był właścicielem, wydawcą i (zazwyczaj) redaktorem naczelnym kilkunastu pism pulpowych poświęconych fantastyce i powieściom przygodowym m.in.:
- Amazing Stories
- Amazing Stories Quarterly
- Wonder Stories
- Wonder Stories Quarterly
- Air Wonder Stories
- Science Wonder Stories

To na łamach magazynu „Amazing Stories” (1926), pierwszego czasopisma poświęconego SF oraz jego odmian, mutacji i kontynuacji, debiutowała większość najważniejszych pisarzy science fiction.
W 1929 Gernsback zbankrutował i stracił prawo własności wydawanych przez siebie tytułów prasowych. Założył wtedy konkurencyjny tytuł: „Science Wonder Stories”.
Stworzył podwaliny pod ruch fandomowy udostępniając miejsce na łamach swoich magazynów na strony poświęcone korespondencji z czytelnikami.
Od jego imienia pochodzi nazwa Nagrody Hugo.

## Życie prywatne
Był trzykrotnie żonaty.